# Volkstheater Urfahr
Das Volkstheater Urfahr war ein 1945 bis 1949 bestehendes Theater in Linz-Urfahr mit ambitioniertem Spielplan.
Bereits im August 1945 beauftragte die sowjetische Besatzungsmacht den aus Mährisch-Ostrau gebürtigen Schauspieler Leo Mally mit der Einrichtung eines Theaters in Urfahr, das damals zur sowjetischen Besatzungszone gehörte. Es fand sich ein etwa 400 Menschen fassender Pfarrsaal in der Rosenauer Straße, in dem bis 1949 Theater gemacht werden konnte. Das Programm der Bühne umfasste unter anderem Stücke von Thornton Wilder, Arnolt Bronnen und Ödön von Horváth.
Etliche Mitarbeiter des trotz finanzieller Unterstützung seitens der Besatzungsmacht aus finanziellen Gründen eingestellten Theaterbetriebs erreichten später prominente Positionen im Kulturleben: so war Alfred Stögmüller,  später Intendant der Vereinigten Bühnen Linz, von 1946 bis 1948 hier engagiert, Ferry Bauer war leitender Direktor, der sich später einen Namen als langjähriger Leiter der Literatur- und Hörspielabteilung des ORF-Landesstudios Oberösterreich machte, O. W. Fischer trat hier unter Mallys Direktion auf und Kurt Klinger war als Schauspieler tätig.